# Oliver Rácz
Oliver Rácz, též Olivér Rácz (21. ledna 1918 Košice – 4. nebo 19. července 1997 Bratislava), byl slovenský a československý básník, spisovatel, pedagog, politik Komunistické strany Slovenska maďarské národnosti, poslanec Slovenské národní rady a poslanec Sněmovny národů Federálního shromáždění za normalizace.

## Biografie
Působil jako spisovatel, básník a pedagog. Roku 1936 absolvoval střední školu v rodných Košicích a vyšší stupeň vzdělání získal v roce 1941 v Szegedu. Ovládal několik jazyků. Během vojenské služby v maďarské armádě byl zařazen do jednotek pomocných technických praporů. Díky falešným formulářům, ke kterým se dostal při práci v kanceláři, zachránil mnoho Židů před deportací do koncentračních táborů. Na konci války se skrýval v podzemí dominikánského kostela. Od roku 1948 pracoval v košické cihelně a po znovuotevření maďarskojazyčných menšinových škol začal učit. V roce 1955 promoval v Bratislavě jako pedagog. V letech 1953–1969 učil na středních školách, byl ředitelem maďarskojazyčného gymnázia v Košicích. Od roku 1974 byl náměstkem ministra kultury SSR. V roce 1979 se krátce stal i místopředsedou maďarského menšinového spolku Csemadok a od roku 1981 byl předsedou maďarské sekce Slovenského svazu spisovatelů. V roce 1935 publikoval své básnické prvotiny v listu Kassai Újság, od roku 1948 pak trvale působil jako básník. Věnoval se též překladatelství českých a slovenských autorů do maďarštiny. Roku 1980 získal titul Zasloužilý umělec, v roce 1982 cenu Slovenského svazu spisovatelů a roku 1986 vyznamenání Maďarské lidové republiky. Roku 1998 mu primátor Košic Rudolf Schuster udělil in memoriam Cenu města Košice. V roce 2004 mu byla v Košicích odhalena pamětní deska.
Po provedení federalizace Československa usedl v lednu 1969 do Sněmovny národů Federálního shromáždění. Do federálního parlamentu ho nominovala Slovenská národní rada, kde rovněž zasedal Ve federálním parlamentu setrval do konce funkčního období, tedy do voleb roku 1971. V roce 1972 se uvádí jako účastník zasedání Ústředního výboru Komunistické strany Slovenska.
Jeho syn doc. MUDr. Oliver Rácz, CSc. je lékařem, dcera Katarína Ráczová v 80. letech vynikala jako profesionální sportovkyně (závodní šerm).